# Pristimantis simoteriscus
Pristimantis simoteriscus är en groddjursart som först beskrevs av Lynch, Ruiz-Carranza och Ardila-Robayo 1997.  Pristimantis simoteriscus ingår i släktet Pristimantis och familjen Strabomantidae. IUCN kategoriserar arten globalt som starkt hotad. Inga underarter finns listade i Catalogue of Life.